# Orobanche longibracteata
Orobanche longibracteata är en snyltrotsväxtart som beskrevs av Schiman-czeika. Orobanche longibracteata ingår i släktet snyltrötter, och familjen snyltrotsväxter. Inga underarter finns listade i Catalogue of Life.